# Tai nạn hàng không Antonov An-12 tại Aéro-Frêt 2009
Vụ rớt máy bay Antonov An-12 tại Aéro-Frêt năm 2009 là một vụ rơi máy bay Antonov An-12 vào một nghĩa địa tại Brazzaville, Cộng hòa Congo ngày 26 tháng 8 năm 2009. Chiếc máy bay Antonov 12 cất cánh từ Pointe Noire, trung tâm thương mại tài chánh của Congo, trên đường đến Brazzaville thì bị rớt 1 tiếng sau đó. Tai nạn xảy ra lúc 6:00 giờ địa phương. Có 5 người Nga trong phi đoàn, cũng như 2 người Congo không có trong danh sách, đã thiệt mạng. Nhiều nước ở Trung Phi dùng máy bay Antonov để đi lại, vì đường sá thiếu thốn để có thể đi bằng phương tiện khác. Tuy nhiên, máy bay này hay bị rớt vì cũ và vì thiếu bảo trì. Năm 2007, chính quyền Congo cấm máy bay Antonov chở khách.